# اسقف‌نشین کاتولیک ریتی

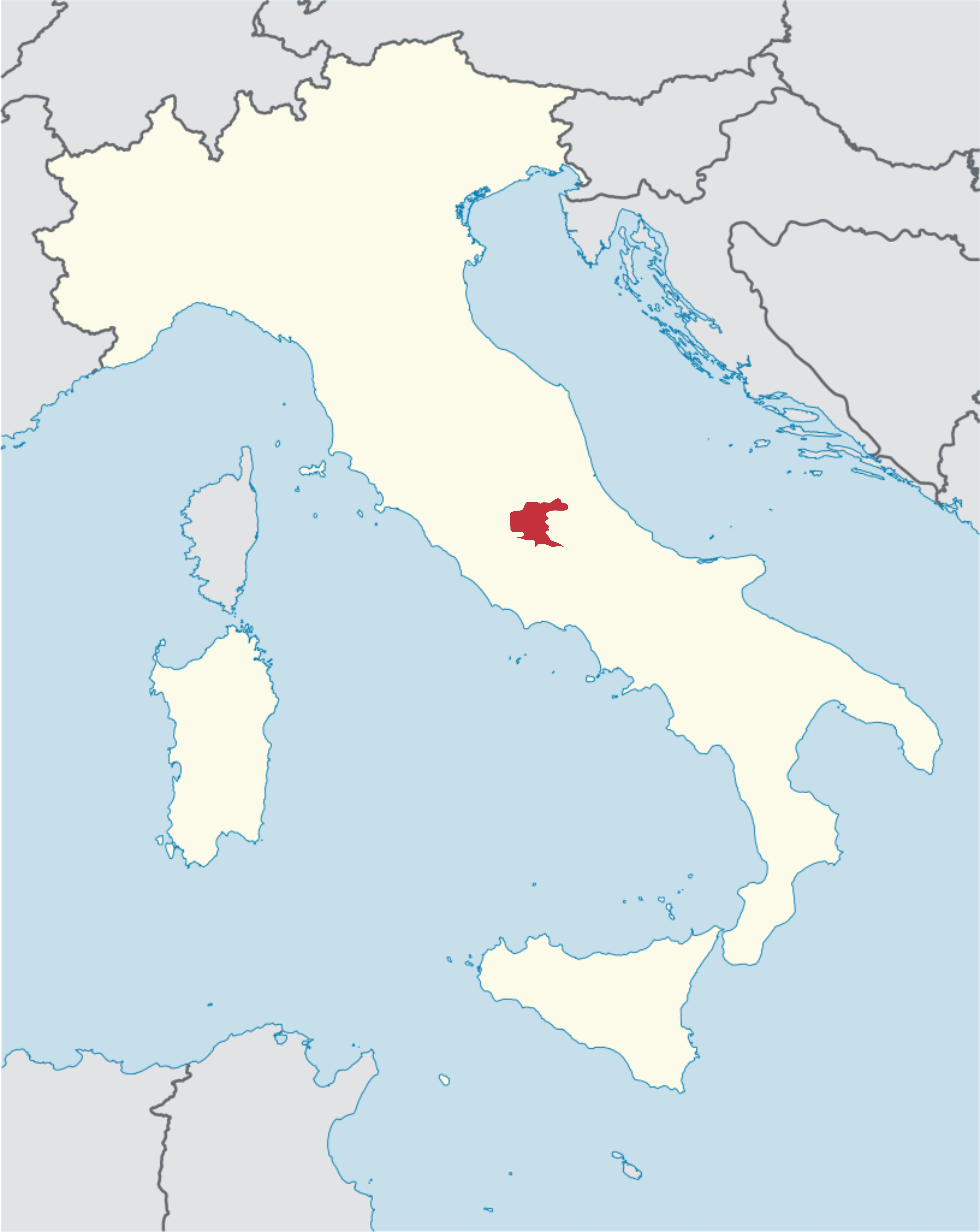
اسقف‌نشین ریتی روی نقشه

اسقف‌نشین ریتی (به لاتین: Dioecesis Reatina) یک اسقف‌نشین کلیسای کاتولیک در کشور ایتالیا است و زیر مجوعهٔ سریر مقدس است. این اسقف‌نشین در سده پنجم میلادی ایجاد شد.